# Странни неща
„Странни неща“ (на английски: Stranger Things) е американски научнофантастичен сериал на Netflix по идея на Братя Дафър.
Снимките на четвъртия сезон започват през февруари 2020 г. във Вилнюс, Литва в разрушения затвор Лукишкес. След Литва снимките се преместват в Атланта и места от предишните сезони. Значителна част от тях се състои и в Ню Мексико. Заради пандемията от COVID-19 работата по сериала спира, както и по всички продукции на Netflix. След няколко забавяния, снимките продължават на 28 септември 2020 г. в Джорджия.

## Сюжет

### Първи сезон
На 6 ноември 1983 г. в щата Индиана по загадъчен начин изчезва 12-годишния Уил Байърс. Майката на изчезналото момче, Джойс (Уинона Райдър), прави всичко, за да го открие. Тя се обръща за помощ към началника на полицията Хопър (Дейвид Харбър), който започва разследване. Приятелите на Уил също започват да го издирват и откриват в гората момиче с необикновени способности – Единадесет (Мили Боби Браун), която знае някои неща за изчезналото момче – Уил Байърс. Скоро става ясно, че пръст в изчезването на Уил има и секретна правителствена организация, занимаваща се с изследване на могъщи и опасни сили.

## В ролите
- Уинона Райдър – Джойс Байърс
- Дейвид Харбър – Джим Хопър / Шериф Хопър
- Мили Боби Браун – Единадесет / Джейн Айвс-Хопър
- Фин Улфхард – Майк Уилър
- Ноа Шнап – Уил Байърс
- Гатен Матарацо – Дъстин Хендерсън
- Кейлъб Маклафлин – Лукас Синклеър
- Сейди Синк – Макс Майфилд
- Наталия Дайър – Нанси Уилър
- Чарли Хийтън – Джонатан Байърс
- Кара Буоно – Карън Уилър
- Мая Хоук – Робин
- Джо Киъри – Стийв Харингтън
- Дейкър Монтгомъри – Били Харгроув
- Прия Фергюсон – Ерика Синклеър
- Шанън Пърсър – Барбара „Барб“ Холанд
- Брет Гелман – Мъри Бауман
- Алек Утгоф – Алексей
- Линиа Бертелсен – Осем / Кали
- Габриела Пизоло – Сузи
- Джоузеф Куин – Еди
- Грейс Ван Диен – Криси
- Джейми Кембъл Бауър – Векна

## Списък с епизоди

### Първи сезон
- 1. „Chapter One: The Vanishing of Will Byers“ („Част първа: Изчезването на Уил Байърс“)
- 2. „Chapter Two: The Weirdo on Maple Street“(„Част втора: Странницата от Мейпъл Стрийт“)
- 3. „Chapter Three: Holly, Jolly“ („Част трета: Привет, Холи“)
- 4. „Chapter Four: The Body“ („Част четвърта: Трупът“)
- 5. „Chapter Five: The Flea and the Acrobat“ („Част пета: Бълхата и акробатът“)
- 6. „Chapter Six: The Monster“ („Част шеста: Чудовището“)
- 7. „Chapter Seven: The Bathtub“ („Част седма: Ваната“)
- 8. „Chapter Eight: The Upside Down“ („Част осма: Огледалният свят“)

### Втори сезон
- 1. „Chapter One: MADMAX" („Част първа: СЪРДИТАМАКС“)
- 2. „Chapter Two: Trick or Treat, Freak" („Част втора: Номер или лакомство, изрод“)
- 3. „Chapter Three: The Pollywog" („Част трета: Поповата лъжичка“)
- 4. „Chapter Four: Will the Wise" („Част четвърта: Уил Мъдрецът“)
- 5. „Chapter Five: Dig Dug" („Част пета: Диг“)
- 6. „Chapter Six: The Spy" („Част шеста: Шпионинът“)
- 7. „Chapter Seven: The Lost Sister" („Част седма: Изгубената сестра“)
- 8. „Chapter Eight: The Mind Flayer" („Част осма: Майнд Флеър“)
- 9. „Chapter Nine: The Gate" („Част девета: Портата“)

### Трети сезон
- 1. „Chapter One: Suzie, Do You Hear me?" („Част първа: Сузи, чуваш ли ме?“)
- 2. „Chapter Two: The Mall Rats" („Част втора: Плъховте в мола“)
- 3. „Chapter Three: The Case of the Missing Lifeguard" („Част трета: Случаят на изчезналата спасителка“)
- 4. „Chapter Four: The Sauna Test" („Част четвърта: Тестът със сауната“)
- 5. „Chapter Five: The Flayed" („Част пета: Съдраните“)
- 6. „Chapter Six: E Pluribus Unum" („Част шеста: От многото – единствен“)
- 7. „Chapter Seven: The Bite" („Част седма: Ухапването“)
- 8. „Chapter Eight: The Battle of Starcourt" („Част осма: Битката при Старкорт“)

### Четвърти сезон
- 1. „Chapter One: The Hellfire Club“ („Част първа: Клуб „Адски огън“)
- 2. „Chapter Two: Vecna's Curse“ („Част втора: Проклятието на Векна“)
- 3. „Chapter Three: The Monster and the Superhero“ („Част трета: Чудовището и Супергерой“)
- 4. „Chapter Four: Dear Billy“ („Част четвърта: Уважаеми Били“)
- 5. „Chapter Five: The Nina Project“ („Част пета: Проектът „Нина“)
- 6. „Chapter Six: The Dive“ („Част шеста: Гмуркането“)
- 7. „Chapter Seven: The Massacre at Hawkins Lab“ („Част седма: Клането в лабораторията на Хокинс“)
- 8. „Chapter Eight: Papa“ („Част осма: Татко“)
- 9. „Chapter Nine: The Piggyback “ („Част девета: На гръб“)

## Критика и отзиви
Сериалът скоро след излизането си получава високи оценки от телевизионните критици. На сайта Rotten Tomatoes първият сезон има рейтинг 93 %, а на сайта Metacritic – рейтинг 76 от 100.